# Pyramidoptereae
Pyramidoptereae je tribus štitarki. Sastoji se od trideset rodova, među kojima koporac ili bunijum i motar, poznat i kao petrovac i šćulac.
Tribus je opisan 1872.

## Rodovi
1. Tribus Pyramidoptereae Boiss.
  1. Microsciadium Boiss. (1 sp.)
  2. Bunium L. (32 spp.)
  3. Tamamschjanella Pimenov & Kljuykov (2 spp.)
  4. Carum p. p. part 2 (5 spp.)
  5. Astomaea Rchb. (2 spp.)
  6. Lagoecia L. (1 sp.)
  7. Postiella Kljuykov (1 sp.)
  8. Hellenocarum H. Wolff (3 spp.)
  9. Oliveria Vent. (1 sp.)
  10. Oreoschimperella Rauschert (3 spp.)
  11. Angoseseli Chiov. (1 sp.)
  12. Sison L. (4 spp.)
  13. Ammoides Adans. (2 spp.)
  14. Adenosciadium H. Wolff (1 sp.)
  15. Ormopterum Schischk. (2 spp.)
  16. Schtschurowskia Regel & Schmalh. ex Regel (2 spp.)
  17. Sclerotiaria Korovin (1 sp.)
  18. Lipskya (Koso-Pol.) Nevski (1 sp.)
  19. Scaligeria DC. (24 spp.)
  20. Neomuretia Kljuykov, Degtjareva & Zakharova (2 spp.)
  21. Gongylotaxis Pimenov & Kljuykov (1 sp.)
  22. Carum p. p. part 1 (1 sp.)
  23. Crithmum L. (1 sp.)
  24. Cyclospermum Lag. (3 spp.)
  25. Schulzia Spreng. (6 spp.)
  26. Karnataka P. K. Mukh. & Constance (1 sp.)
  27. Kedarnatha P. K. Mukh. & Constance (6 spp.)
  28. Pyramidoptera Boiss. (1 sp.)
  29. Elwendia Boiss. (30 spp.)
  30. Schrenkia Fisch. & C. A. Mey. (12 spp.)
  31. Mogoltavia Korovin (2 spp.)
  32. Oedibasis Koso-Pol. (4 spp.)
  33. Elaeosticta Fenzl (6 spp.)
  34. Galagania Lipsky (6 spp.)
  35. Hyalolaena Bunge (12 spp.)